# Sant’Antioco
Sant'Antioco (Sant Antioco) – wyspa (pow. 120 km²) i miasteczko we Włoszech, w regionie Sardynia, w prowincji Sud Sardynia. W północnej części wyspy Sant`Antioco znajduje się jeszcze inne miasteczko portowe – Calasetta. 
Miejscowość Sant`Antioco założona została w VIII wieku p.n.e. przez Fenicjan, z południowo-zachodnią częścią Sardynii połączona jest zbudowaną przez Kartagińczyków groblą.
Obecnie jest to rybacka wioska, o krętych i wąskich uliczkach i niskiej zabudowie. Rejon Sant`Antioco bogaty jest w liczne zabytki, jest chętnie odwiedzany przez turystów. Słynie z doskonałej kuchni i wspaniałych winnic (produkuje się tu dwa gatunki win: Sardus Pater i Trebbiano). Specjalnością tutejszej kuchni są: świeży tuńczyk, jagnięcina, wieprzowina, a także słodki przysmak o nazwie sebadas (lub seadas) – jest to rodzaj płaskich pączków nadziewanych serem i polanych miodem.
Wyspa Sant`Antioco jest obecnie jedynym miejscem na świecie, gdzie jeszcze wyrabia się tkaninę bisiorową, zwaną też morskim jedwabiem.
Według danych na rok 2004 gminę zamieszkiwało 11 728 osób, 134,8 os./km².